# Marek Halter

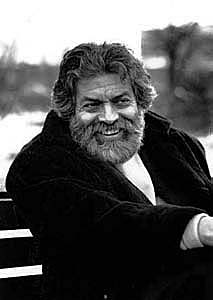
Marek Halter (1991)

Marek Halter (geboren 27. Januar 1936 in Warschau) ist ein polnisch-französischer jüdischer Künstler und Autor.

## Leben
Marek Halters Familie floh nach der deutschen Eroberung Polens 1939 in den sowjetisch besetzten Teil und geriet nach 1941 in die Usbekische Sowjetrepublik. Erst 1946 konnte die Familie nach Polen zurückkehren, emigrierte aber 1950 nach Frankreich. In Paris wurde Halter Schüler beim Pantomimen Marcel Marceau. Er studierte Malerei an der École des beaux-arts. Von 1955 bis 1957 hielt er sich in Buenos Aires auf, wo er seine erste Ausstellung hatte.
Zurück in Paris hatte er weitere Ausstellungen in Galerien. Er schrieb eine große Anzahl von Essays und Romanen, die Themen des Judentums aufnehmen, darunter eine Trilogie historischer Romane über Frauengestalten der Bibel: Sarah, Tsippora und Lilah, die Schwester des Esra. Seiner Bible au féminin fügte er 2006 noch einen Roman über Maria hinzu. Halter engagierte sich politisch in der Initiative zur Befreiung des politischen Häftlings Gilad Shalit und ist Mitglied in der Ligue Internationale Contre le Racisme et l’Antisémitisme. Er selbst zählt viele Politiker Israels und Frankreichs zu seinen Gesprächspartnern. Seine Reportage Tzedek / Les Justes über diejenigen, die verfolgten Juden während des Zweiten Weltkriegs das Leben retteten, wurde bei der Berlinale 1995 gezeigt. Seine autobiografische Schrift La mémoire d’Abraham wurde über 25 Millionen Mal weltweit verkauft.
Auf seine Initiative hin wurden 1991/92 in Sankt Petersburg und in Moskau je ein Collège Universitaire Français gegründet, dem in Moskau stand er bis 2007 vor. Halter wurde 2008 zum Offizier der Ehrenlegion ernannt.
Halters romanhafte Darstellung seiner Autobiografie wurde von Kritikern in Details in Frage gestellt, so von seinem Landsmann, dem jüdischen Holocaustforscher Michał Borwicz. In Artikeln der Magazine Le Point und Le Nouvel Observateur wurde er der Lüge (mensonges) bezichtigt.
Halter heiratete 1968 die Bildhauerin Clara Mina Kurc (1932–2017).

## Auszeichnungen
- Mitglied der Ehrenlegion (1989: Ritter, 2008: Offizier)[6]
- 1997: Ordre des Arts et des Lettres (Komtur)[7]

## Werke (Auswahl)
- Ève. Paris : Laffont, 2016.
- Les femmes de l’islam. Paris : Laffont, 2014.
- Faites-le! : une mémoire engagée. Paris : Kero, 2013
- L’inconnue de Birobidjan : roman. Paris : Robert Laffont, 2012
- Le kabbaliste de Prague : roman. Paris : Laffont, 2010[8]
- La reine de Saba : roman. Paris : Laffont, 2008
- Marie : roman. Paris : R. Laffont, 2006[9]
- Lilah : la Bible au féminin. Roman. Paris : Laffont, 2004
- Tsippora : la Bible au féminin. Roman. Paris : Laffont, 2003
- Sarah : la Bible au féminin. Roman. Paris : Laffont, 2003
- Le vent des Khazars : Roman. Paris : Laffont, 2001
  - Der Messias-Code : Roman. Aus dem Franz. übers. von Manfred Flügge. Berlin : Aufbau-Taschenbuch-Verl. 2005[10]
- Le judaïsme raconté à mes filleuls. Paris : Laffont, 1999
  - Alles beginnt mit Abraham. Das Judentum, mit einfachen Worten erzählt. Aus dem Franz. von Markus Sedlaczek. Zsolnay Verlag, Wien 2001
- Les mystères de Jérusalem. Paris : R. Laffont, 1999.
  - Die Geheimnisse von Jerusalem : Roman. Aus dem Franz. von Iris Roebling. Berlin : Rütten und Loening 2002
- Le messie. Paris : R. Laffont, 1996
  - Der Messias : Roman. Dt. von Annette Lallemand. Reinbek bei Hamburg : Wunderlich 1999
- La force du bien. Paris : Laffont, 1995
- mit Alexis Liguaire: Les Justes, ces héros inconnus. France : Larousse, 2010
  - Auf der Suche nach den 36 Gerechten : Gespräche mit den wahren Helden dieses Jahrhunderts. Aus dem Franz. von Brigitta Restorff und Josef Winiger. München ; Leipzig : List 1997
- Les fous de la paix : histoire secrète d’une négociation. Paris : Plon/Laffont, 1994
  - mit Erik Laurent: Unterhändler ohne Auftrag: die geheime Vorgeschichte des Friedensabkommens zwischen Israel und der PLO (Übersetzt von Thorsten Schmidt). Fischer, Frankfurt am Main 1994, ISBN 3-10-029408-4.
- La mémoire inquiète : il y a cinquante ans, le ghetto de Varsovie. Paris : R. Laffont, 1993
- Les fils d’Abraham. Paris : Éditions Robert Laffont, 1989
  - Abrahams Söhne : Roman. Dt. von Eliane Hagedorn und Barbara Reitz. Düsseldorf ; Wien ; New York ; Moskau : ECON-Verl. 1992
- Argentina, Argentina : Roman. Paris : Albin Michel, 1986
- La mémoire d’Abraham. Paris : Editions R. Laffont, 1983
  - Abraham : Wege der Erinnerung. Roman. Aus d. Franz. von Widulind Clerc-Erle. Heidelberg : Kübler und Akselrad, 1984

## Ausstellungskataloge (Auswahl)
- Marek Halter. Toulon. La tour d’Aigues : Ed. de l’Aube, 1996.
- Marek Halter. Paris : Galerie Vallois : Galerie Christiane Colin, 1977
- Mai: Dessins. Genève : Ed. de l’Avenir, 1970
- Marek Halter. Galerie Philippe Reichenbach. Paris, 1966
- Marek Halter. Köln, Kunstgalerie Gmurzynska, 1965